# 屯門東
屯門東（英語：Tuen Mun East，代號L1）是香港屯門區議會下轄的選區，2023年設立，定為雙議席選區。

## 範圍
現時選區包括屯門的東南部，屯門公路青田交匯處以南、屯門河以東一帶，與其接壤的選區有屯門西、屯門北、元朗區議會的元朗鄉郊東選區以及荃灣區議會的荃灣西北選區。
投票站設有十三個，分別位於仁愛堂劉皇發夫人小學、保良局香港道教聯合會圓玄小學、安定/友愛社區中心、順德聯誼總會譚伯羽中學、伊斯蘭學校、友愛體育館、聖公會聖西門呂明才中學、井財街社區會堂、博愛醫院歷屆總理聯誼會鄭任安夫人千禧小學、香港海關學院、兆麟體育館、入境事務學院、保良局西區婦女福利會馮李佩瑤小學。

## 沿革
2023年香港選舉改革將區議會所有單議席選區取消，屯門區定為三個雙議席選區，共選出六席民選議員。屯門東選區由原有單議席的屯門市中心、兆置、安定、兆翠、友愛南、友愛北、新墟、掃管笏、三聖、恆福選區合併而成。
2023年區議會選舉，估算人口有168,080人，選民有94,443人，吸引到三人參選。

## 歷屆議員
| 選區名稱 | 屆別           | 議員   | 政治聯繫 | 政治聯繫 | 議員   | 政治聯繫 | 政治聯繫 |
| -------- | -------------- | ------ | -------- | -------- | ------ | -------- | -------- |
| 屯門東   | 2024年－2027年 | 葉文斌 |          | 民建聯   | 馮沛賢 |          | 工聯會   |

## 歷屆選舉結果
| 政党   | 政党   | 候选人    | 票数   | %      | ± |
| ------ | ------ | --------- | ------ | ------ | - |
|        | 工聯會 | ①. 馮沛賢 | 8,837  | 36.98% |   |
|        | 獨立   | ②. 陳智敏 | 2,722  | 11.39% |   |
|        | 民建聯 | ③. 葉文斌 | 12,336 | 51.63% |   |
| 多数票 | 多数票 | 多数票    | 6,115  | 25.59% |   |

## 資料來源
1. ↑   (PDF).   [2023年8月23日]. （原始内容 (PDF)存档于2023年10月20日） （繁体中文）.
2. ↑   (PDF).   [2023年11月17日]. （原始内容 (PDF)存档于2023年10月20日）.
3. ↑   (PDF). 選舉管理委員會. 2023-07-11  [2023-08-23]. （原始内容存档 (PDF)于2023-10-14）.
4. ↑   (PDF). （原始内容存档 (PDF)于2023-11-16）.
5. ↑   (PDF).   [2023-08-23]. （原始内容存档 (PDF)于2023-10-20）.
6. ↑   (PDF).   [2023-11-17]. （原始内容存档 (PDF)于2023-12-02）.